# Agrionoptera bartola
Agrionoptera bartola – wątpliwy gatunek ważki z rodziny ważkowatych (Libellulidae). Został opisany w 1937 roku przez Needhama i Gyger na podstawie jednej samicy. Autorzy nie wskazali miejsca typowego, ale ponieważ opis gatunku zawarto w artykule o ważkach Filipin, zakładano później, że właśnie tam występuje. Możliwe jednak, że okaz ten pozyskano gdzie indziej. Opublikowane w 2007 roku stwierdzenie samca na górze Makiling na wyspie Luzon dotyczy innego gatunku. W 2023 roku Vincent J. Kalkman na podstawie badań morfologii zsynonimizował ten takson z Agrionoptera sexlineata.